# Ciudad Mitad del Mundo

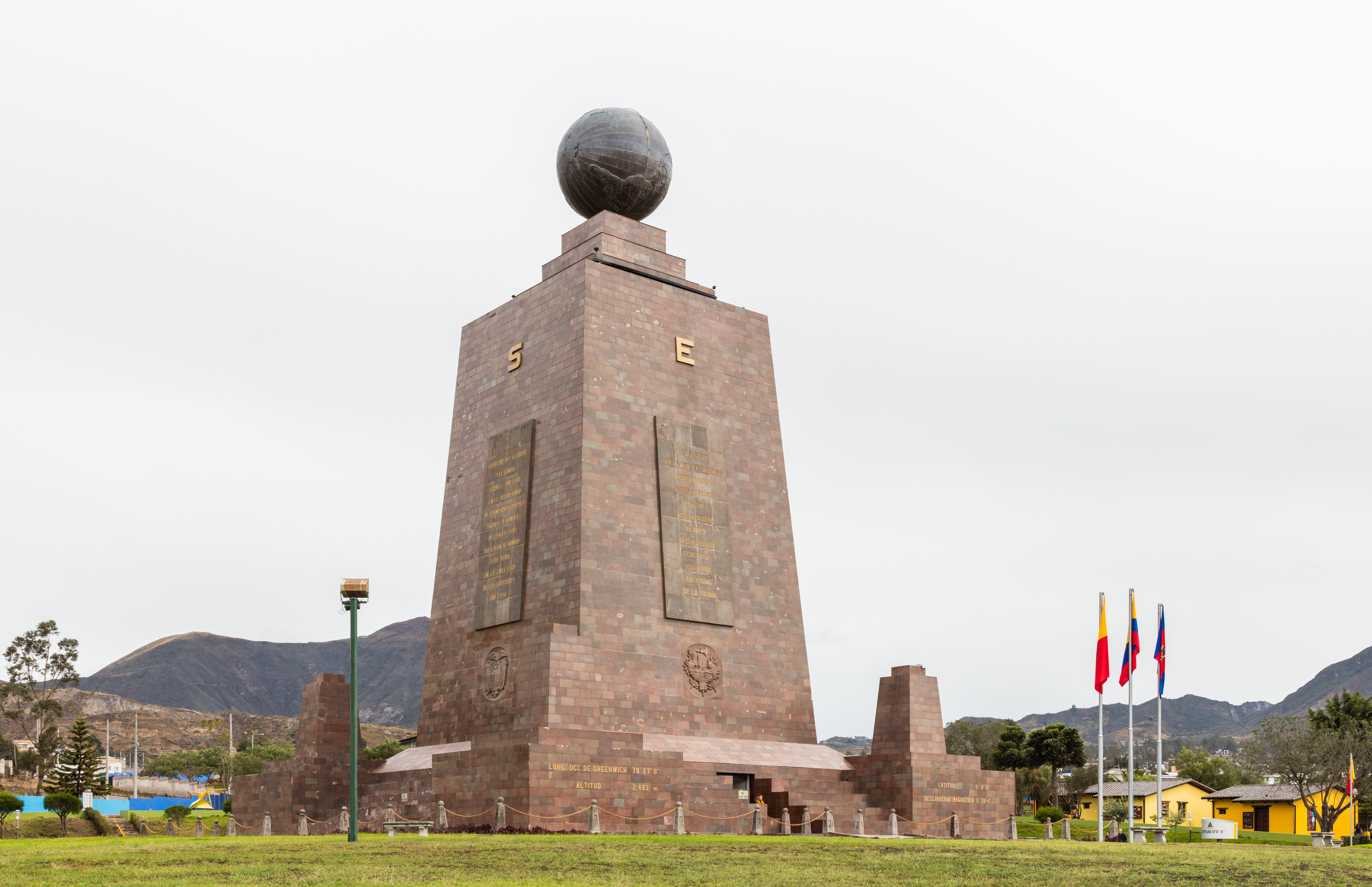
Monumento a la Mitad del Mundo

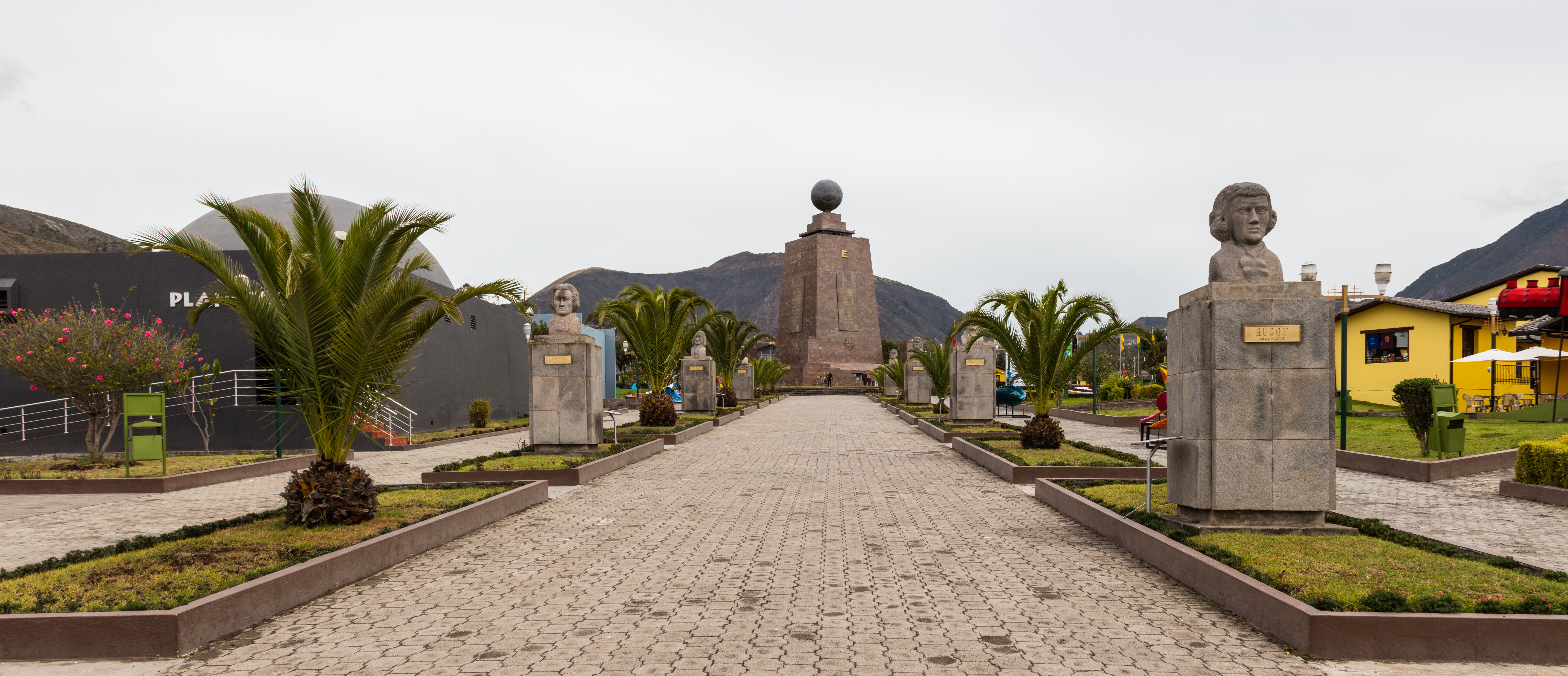
Paseo al Monumento con bustos de las personas homenajeadas.

La Ciudad Mitad del Mundo es un complejo turístico y cultural, propiedad de la prefectura de la provincia de Pichincha. Está situado en la parroquia de San Antonio del Distrito Metropolitano de Quito, al norte de la ciudad de Quito.
La principal atracción del lugar es el monumento a la Mitad del Mundo, que tiene como finalidad resaltar la ubicación exacta de la línea ecuatorial, de la cual el país toma su nombre, cabe destacar la misión geodésica franco-española del siglo XVIII que ubicó el sitio aproximado por el cual pasa la línea equinoccial.
También se encuentra el Museo Etnográfico Mitad del Mundo, un museo sobre la etnografía indígena de Ecuador. Una pequeña ciudad que rodea el monumento actúa como centro turístico, ofreciendo una réplica de una ciudad colonial española llamada "Ciudad Mitad del Mundo".

## Determinación de la posición exacta del Ecuador
En 1736, la expedición geodésica francesa confirmó el achatamiento de la Tierra por los polos y contribuyó a trazar la línea del ecuador terrestre. Ello tuvo implicaciones en la creación del Sistema Métrico Decimal, ya que la primera definición del metro se corresponde con la diezmillonésima parte de un cuadrante del meridiano terrestre; la cual fue medida por la misión de La Condamine y otros expertos de la expedición. Ecuador fue elegido para la medición debido a que ofrecía condiciones más estables para la realización de la misión, en contraposición a África y Asia.
En la misión se utilizaron diversos instrumentos, pero el problema principal se presentaba por la serie de sensibilidades que surgieron en las comunidades, las que veían a los extranjeros como personas que hacían cosas extrañas. Se conoce una anécdota en el diario de La Condamine, según la cual los científicos lograron instalar dos referencias hechas a base de ladrillo y mortero para sus mediciones astronómicas. La tercera, tenían que realizarla en una loma cerca de Quito, que se llama Cruz Loma (porque allí existía una gran cruz), donde lograron hacer las mediciones de Caraburo, de Hoyambaro, y la tercera en la Cruz Loma. Esta última medición les generó enormes dificultades debido a que tenían que llevar a lomo de mula los ladrillos para, luego de los cálculos astronómicos, instalar esta referencia con un pequeño trozo de metal (posiblemente bronce) que marcaba exactamente el lugar de la medición. El problema surgió cuando la preocupación que sentían ciertas comunidades indígenas las llevó a investigar qué era lo que estaban haciendo los miembros de la misión. Esto motivó que el trozo de metal fuera destruido por aquellas comunidades, y cuando ya se había construido la pirámide de Cruz Loma, también se destruyeron las otras dos piezas de metal. Por tanto, en el momento de hacer las mediciones los referentes ya habían sido destruidos. La preocupación surgía por una misión que para el habitante común de la zona era extraña.
Cuando la misión se propuso, España envió a dos científicos españoles, que fueron Jorge Juan y Santacilia y Antonio de Ulloa, quienes se presentaron como asistentes de la misión. Ya en tierras ecuatorianas, se unió por sus conocimientos de geografía y geodesia el científico ecuatoriano, Pedro Vicente Maldonado, quien colaboró estrechamente para asegurar el éxito de la Misión. A finales del siglo XVIII, el general Charles Perrier, de la Academia Francesa de las Ciencias, fue enviado en una misión científica para verificar el resultado de su predecesora. 
El primer monumento en honor a la misión geodésica se construyó en 1936, de menor tamaño y que actualmente se encuentra en la parroquia de Calacalí. No es hasta 1981 cuando el consejo provincial de Pichincha, bajo el mandato del prefecto Patricio Romero Barberis, encargó el proyecto de construir un complejo con un monumento de mayor tamaño. La construcción se terminó en 1992, en época de la prefectura de Marco Lándazuri Romo. Hasta el día del terreno es propiedad de la prefectura de Pichincha, y bajo el gobierno provincial de la actual prefecta Paola Pabón, Ciudad Mitad del Mundo se convirtió en una empresa pública.
Debido a los avances en la tecnología GPS, se determinó que la línea equinoccial en realidad pasa unos metros más al norte del monumento a la mitad del mundo, y que los únicos monumentos hallados en la línea equinoccial, a la fecha, son el Museo Solar Intiñan; el monumento de la Catequilla, situado en un antiguo yacimiento arqueológico; y, el Reloj Solar Quitsato. Sin embargo, el monumento de la Ciudad Mitad del Mundo sigue siendo el más conocido de todos, y es considerado uno de los atractivos turísticos más visitados del Ecuador.

## Atracciones

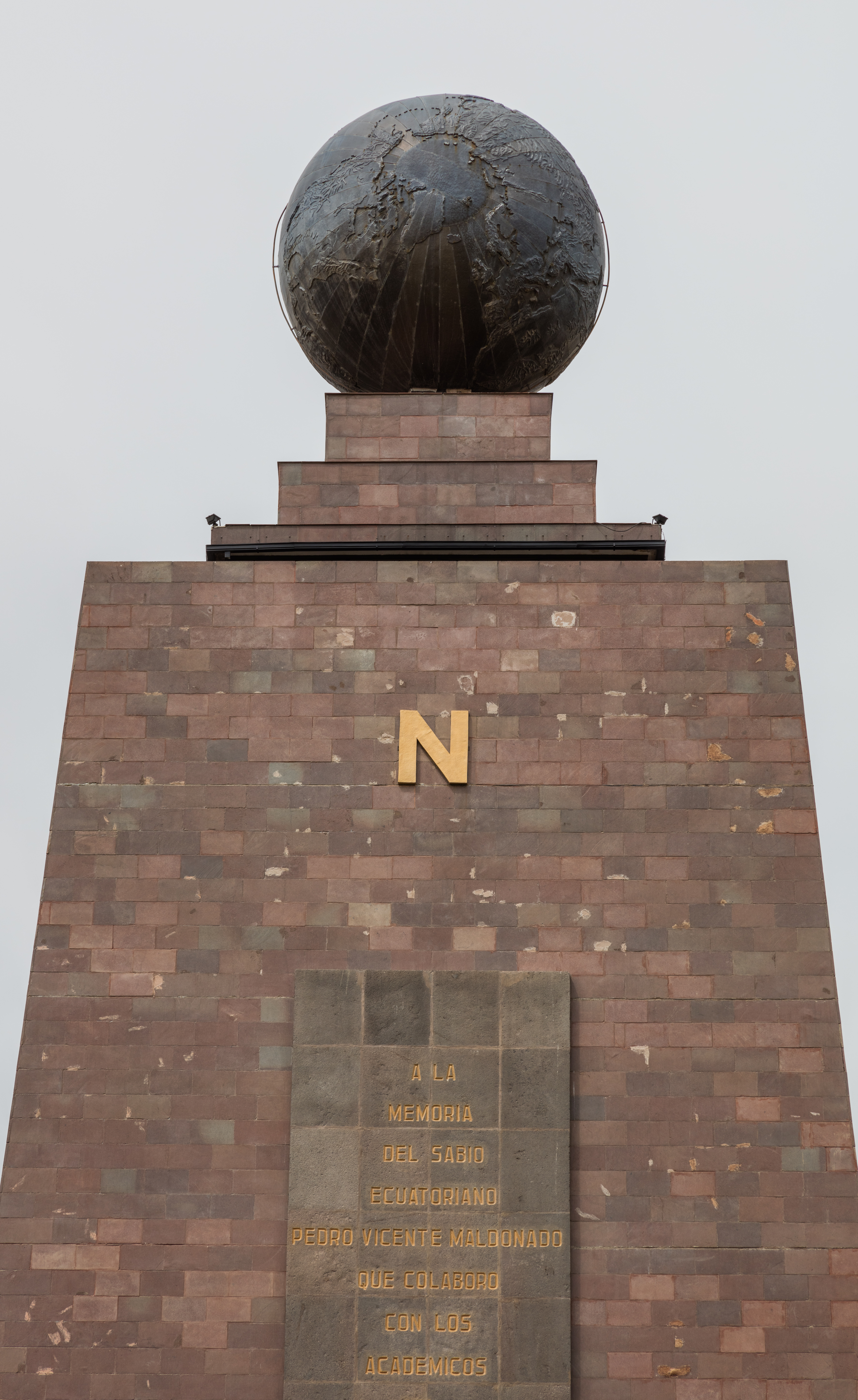
Detalla de la parte superior del monumento.

### El monumento a la Mitad del Mundo

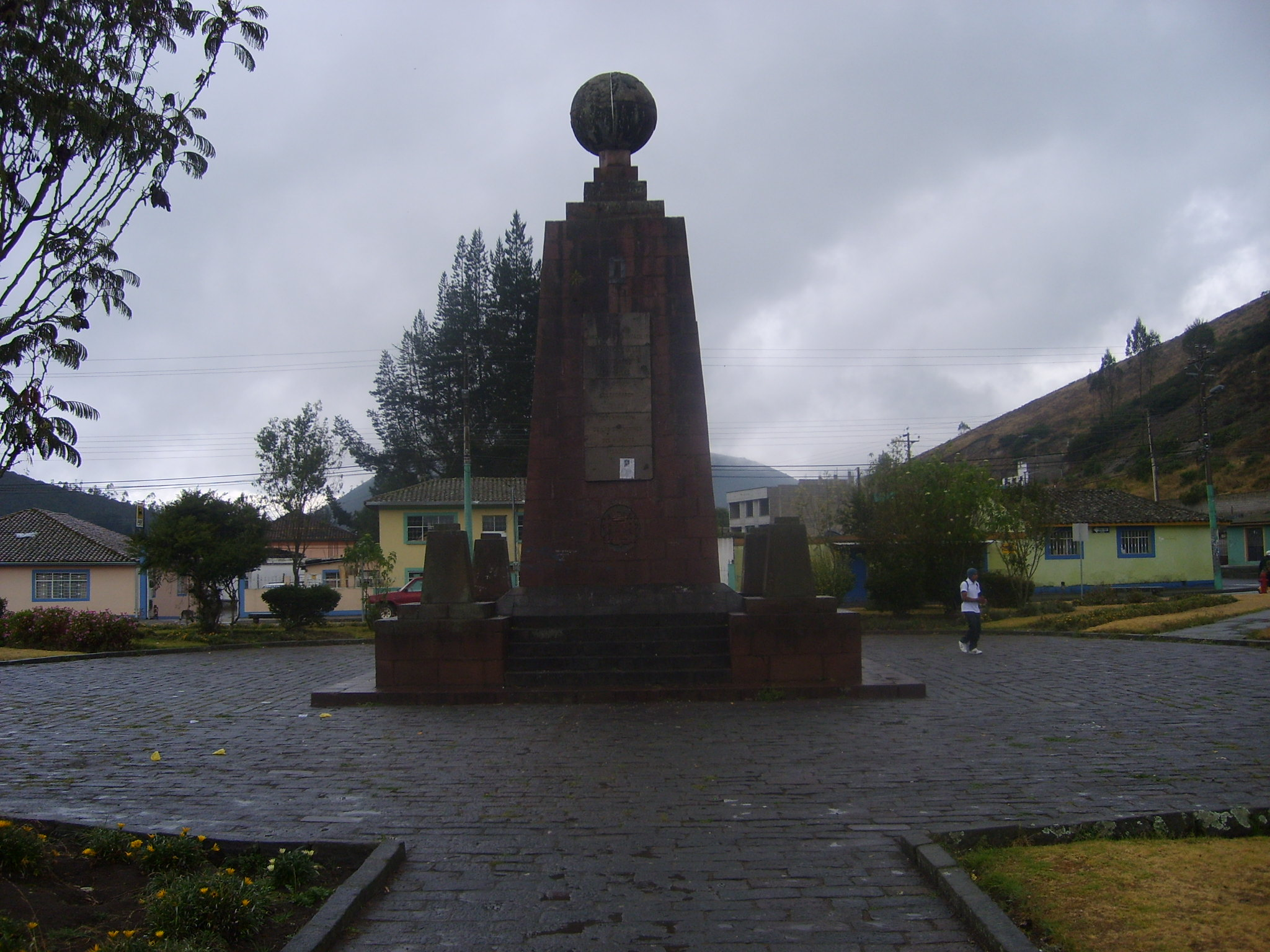
El viejo monumento del ecuador en Calacalí (2008).

En 1936, con el apoyo del Comité Franco-Americano, el geógrafo ecuatoriano Luis Tufiño, localizó las señales dejadas por la misión geodésica del siglo XVIII. Con base en ese hallazgo se construyó un monumento de 10 metros de alto en San Antonio de Pichincha. En 1979 el monumento fue trasladado 7 km al oeste, a la ciudad de Calacalí. 
Entre 1979 y 1982 fue construido un monumento de 30 metros de altura (réplica del monumento que fue trasladado a Calacalí) para marcar el punto donde se creía que el ecuador terrestre atravesaba el país en aquel momento. De hecho, se trazó una línea desde el centro de la escalera que da al este, atravesando la plaza para marcar el ecuador, y a lo largo de los años incontables turistas se han fotografiado cruzando la línea. Sin embargo, realmente toda la estructura se encuentra a aproximadamente 240 m al sur del verdadero ecuador (sobre el paralelo 0º 0' 7.83" latitud Sur) gracias a la aparición de la tecnología GPS, a finales del siglo XX.
El monumento piramidal, con cada lado apuntando a una dirección cardinal, está hecho de hierro y cemento y cubierto de piedra tallada y pulida de andesita y rematado por un globo terráqueo de 4.5 m de diámetro y 5 toneladas. Dentro del monumento hay un pequeño museo que muestra elementos de la cultura indígena de Ecuador, como vestimenta, descripciones de los diversos grupos étnicos, y muestras de sus actividades.
Tiene cuatro monolitos en los ángulos y sus lados tienen la dirección geográfica de los cuatro puntos cardinales. A cada lado del monumento están inscripciones conmemorativas de la misión geodésica franco-española. Así tenemos al Norte una leyenda conmemorativa, dedicada a Pedro Vicente Maldonado, que colaboró estrechamente con la Misión Geodésica en el año de 1736. Un grabado que aparece debajo de la inscripción representa el cuarto del círculo usado por la Misión Geodésica del siglo XVIII. En la cara Occidental está una inscripción dedicada a Jorge Juan y Santacilia y Antonio de Ulloa, dos ilustres españoles que colaboraron con el trabajo científico de Francia. Bajo la inscripción está grabado el escudo de España (tal como apareció en los años 30). En la cara Sur se encuentra una inscripción de reconocimiento al Gobierno de Ecuador por el trabajo científico de la Misión Geodésica de Francia. Bajo la inscripción está grabado el escudo del Ecuador. Finalmente, en la cara este, está una inscripción dedicada a La Condamine y sus colegas franceses de la misión. Bajo la inscripción está grabado el escudo de Francia.
El globo terráqueo de la parte superior (hecho en metal) tiene los continentes en relieve. Este globo está envuelto de Oriente a Occidente por una cinta también metálica, indicadora de la línea ecuatorial, dividiendo a la esfera exactamente en dos mitades. La orientación del globo metálico corresponde a la posición real de la Tierra, esto es, el eje menor de los polos está paralelo al eje de rotación real de la Tierra.

#### Inscripciones en los lados del monumento

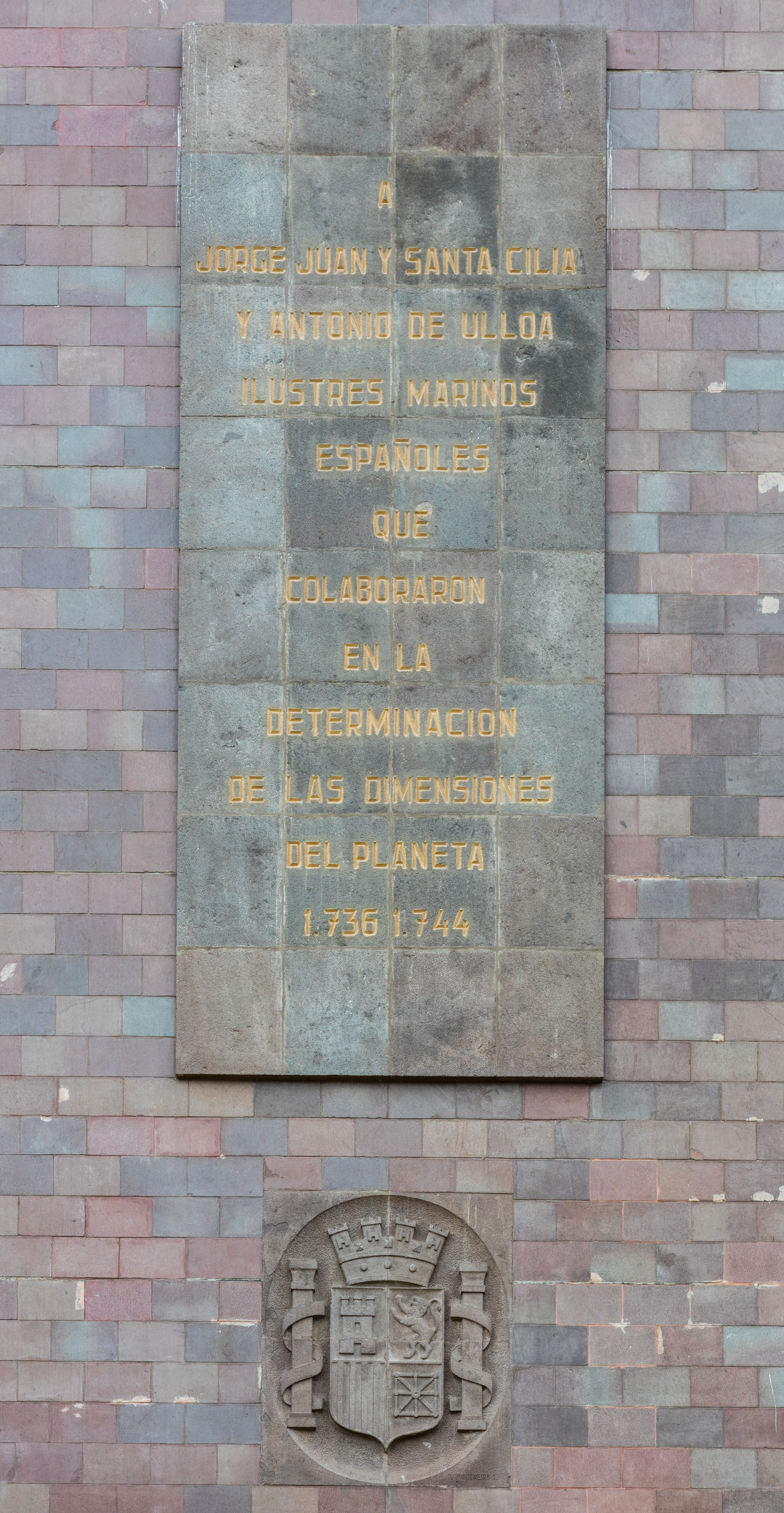
Inscripción del lado oeste

| Lado  | Letra de punto cardinal | Texto de la inscripción | Grabado bajo la inscripción |
| ----- | ----------------------- | --- | --------------------------- |
| Norte | N                       | A la memoria del sabio ecuatoriano Pedro Vicente Maldonado que colaboró con los académicos del siglo XVIII 1704 1748                                                                                   | Cuarto de círculo           |
| Oeste | O                       | A Jorge Juan y Santacilia y Antonio de Ulloa ilustres marinos españoles que colaboraron en la determinación de las dimensiones del planeta 1736 1744                                                   | Escudo de España            |
| Este  | E                       | A Luis Godin Carlos M de la Condamine Pedro Bouguer sabios de Francia 1736 1744 que midiendo el arco del meridiano ecuatorial dedujeron la forma de la Tierra                                          | Escudo de Francia           |
| Sur   | S                       | El gobierno del Ecuador y el comité France-Amerique en el bicentenario de la misión geodésica franco-española del siglo XVIII presentan al mundo esta señal en la línea cero de las latitudes año 1936 | Escudo de Ecuador           |

### Otras atracciones

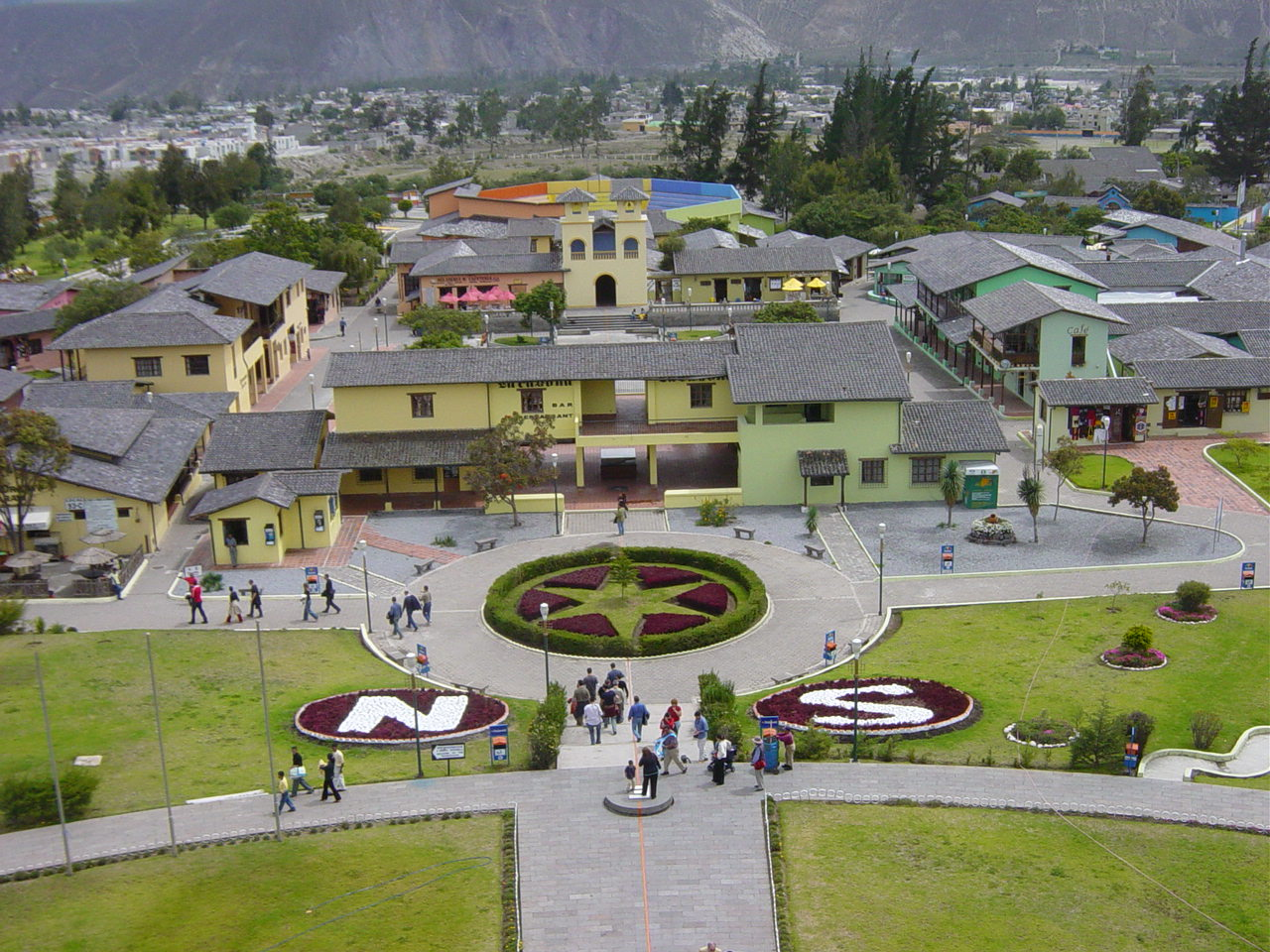
Ciudad Mitad del Mundo desde el oeste a 30 metros desde la terraza del museo.

Dentro de la Ciudad Mitad del Mundo existen cuatro pabellones con exposiciones permanentes. El Pabellón Guayasamín el cual posee una exposición de diferentes obras del famoso pintor ecuatoriano Oswaldo Guayasamín.
Otro de los pabellones es Pabellón de Francia, donde se encuentra el Museo Geodésico Francés. En este se exhibe toda la información sobre los estudios de la Misión Geodésica e información sobre la Academia de Ciencias de París. También está el Pabellón del Sol donde se expone información sobre las ciudades de Guayaquil y Cuenca, las dos ciudades más importantes del Ecuador aparte de su capital, Quito.
Otros atractivos turísticos permanentes son el Planetario, una maqueta de todo el Quito colonial en miniatura, y el Insectarium: el Primer Museo Entomológico del Ecuador, donde se está recopilando toda la inmensa y diversa entomofauna existente en Ecuador. Hay exposiciones de insectos vivos y disecados.
Además de estas atracciones permanentes, los fines de semana y festivos siempre se realizan festivales musicales y gastronómicos, presentaciones de danza y otras expresiones artísticas en la plaza del pueblo.